# نظير جراد الماء العذب
نظير جراد الماء العذب أو نظير كركند الماء العذب (الاسم العلمي: Parastacus)، جنس من جراد المياه العذبة الجنوبية من فصيلة نظيرات جراد الماء العذب. يوجد نحو 15 نوعًا موصوفًا في نظير جراد الماء العذب الموجودة في أمريكا الجنوبية. بالإضافة إلى ذلك، هناك بعض العينات المحفوظة من أستراليا والتي من المحتمل أن تكون أعضاء في هذا الجنس

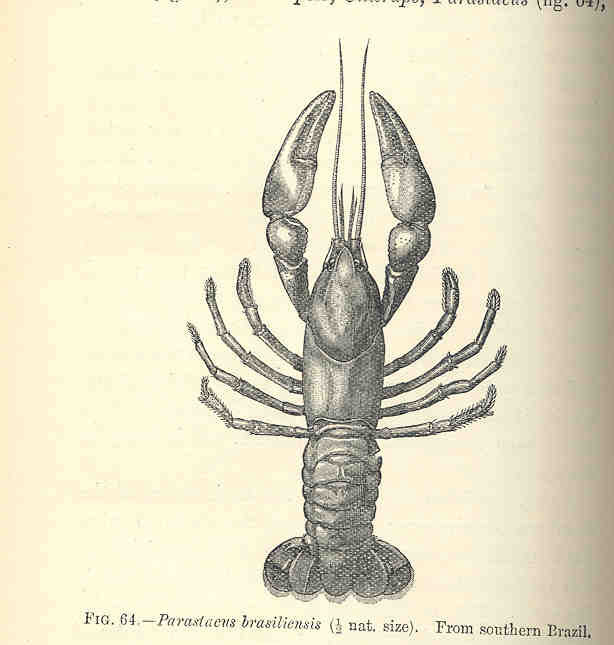
نظير جراد الماء العذب البرازيلي، البرازيل

.

## الأنواع
يشتمل نظير جراد الماء العذب على خمسة عشر نوعًا:
- Parastacus brasiliensis (von Martens, 1869)
- Parastacus buckupi Huber, Ribeiro & Araujo, 2018
- Parastacus caeruleodactylus Ribeiro & Araujo, 2016 (blue-fingered burrowing crayfish)
- Parastacus defossus Faxon, 1898
- Parastacus fluviatilis Ribeiro & Buckup, 2016 (highland streams crayfish)
- Parastacus laevigatus Buckup & Rossi, 1980
- Parastacus macanudo Huber, Rockhill, Araujo & Ribeiro, 2020
- Parastacus nicoleti (Philippi, 1882)
- Parastacus pilicarpus Huber, Ribeiro & Araujo, 2018
- Parastacus pilimanus (von Martens, 1869)
- Parastacus promatensis Fontoura & Conter, 2008
- Parastacus pugnax (Poeppig, 1835)
- Parastacus saffordi Faxon, 1898
- Parastacus tuerkayi Ribeiro, Huber & Araujo, 2017
- Parastacus varicosus Faxon, 1898